# Reinhard Marx
Reinhard Marx (Geseke, 21 settembre 1953) è un cardinale e arcivescovo cattolico tedesco, dal 30 novembre 2007 arcivescovo metropolita di Monaco e Frisinga.

## Biografia

### Formazione
È stato ordinato presbitero dell'arcidiocesi di Paderborn il 2 giugno 1979 dall'arcivescovo Johannes Joachim Degenhardt; nel 1988 ha conseguito il dottorato in teologia presso l'Università di Münster.

### Ministero episcopale
Il 23 luglio 1996 è stato nominato vescovo titolare di Pedena e ausiliare di Paderborn, e il 21 settembre lo stesso arcivescovo Degenhardt, assistito dai vescovi Hans Drewes e Paul Consbruch, lo ha consacrato vescovo.
Il 20 dicembre 2001 è stato nominato vescovo di Treviri.

### Arcivescovo di Monaco e Frisinga e cardinale
Il 30 novembre 2007 è stato nominato arcivescovo di Monaco e Frisinga.
È stato segretario della Conferenza episcopale tedesca.
Dal 2009 è diventato vice presidente della Commissione episcopale della Comunità Europea, assumendone la presidenza dal 2012.
Benedetto XVI lo ha elevato al rango di cardinale con il titolo presbiterale di San Corbiniano nel concistoro del 20 novembre 2010.
Ha preso parte al conclave del 2013, che elegge papa Francesco, e al conclave del 2025, che elegge papa Leone XIV.
Il 13 aprile 2013 papa Francesco lo ha nominato membro del Consiglio dei cardinali, chiamati a consigliarlo nel governo della Chiesa universale e a studiare un progetto di revisione della Curia romana.
Il 12 marzo 2014 è stato eletto presidente della Conferenza episcopale tedesca, succedendo a monsignor Robert Zollitsch. L'11 febbraio 2020 annuncia che non si ricandiderà per un ulteriore mandato durante l'assemblea generale di marzo.
Il 21 maggio 2021 ha presentato a papa Francesco le proprie dimissioni da arcivescovo di Monaco e Frisinga per via degli abusi sessuali che molteplici funzionari dell'arcidiocesi hanno commesso nei decenni precedenti, sostenendo che la società «abbia bisogno della voce del Vangelo e di una Chiesa che si rinnovi». Il pontefice, tuttavia, ha permesso a Marx di continuare a svolgere il suo servizio episcopale fino a quando non sarà presa una decisione in merito; quindi, il 10 giugno seguente, ha indirizzato al porporato una lettera in cui lo esorta a continuare nell'incarico.
Il 7 marzo 2023 si conclude il suo mandato nel Consiglio dei cardinali.

## Il rapporto con Karl Marx
Nel settembre 2008 ha ripreso in un'omelia il suo omonimo Karl Marx, anch'egli di Treviri, sostenendo che il filosofo-politico tedesco era stato lungimirante circa l'inevitabilità della crisi nel capitalismo, ma aveva peccato nelle sue conclusioni politiche rivoluzionarie, non essendo ispirato da una visione religiosa della storia e del mondo.
Per le sue posizioni in materia di morale è considerato parte del clero progressista.

## Prese di posizione

### Riforme economiche
Marx ha criticato alcuni aspetti del capitalismo e ha anche promosso alcune idee di riforma economica. Quando era vescovo di Treviri, ha criticato la cultura dell'avidità nel capitalismo moderno e ha invitato i decisori ad aderire agli aspetti sociali di un'economia sociale di mercato.
Nel 2006 ha criticato gli "audaci" aumenti salariali dei top manager. Ha affermato:
Nel 2020 ha fatto eco all'appello di papa Francesco per un reddito di base universale come parte dei piani di ripresa dalla pandemia da COVID-19.
Marx è anche membro del World Economic Forum.

### Omosessualità e diritti LGBTQ
Nel 2011 Marx avrebbe affermato che la Chiesa cattolica «non ha sempre adottato il tono giusto» nei confronti delle persone LGBT. Ha poi aggiunto che, pur non potendo benedire ufficialmente un'unione tra due persone dello stesso sesso, può (e implicitamente lo avrebbe fatto) pregare per la loro relazione se gli fosse stato chiesto. «L'omosessualità non è un peccato. Corrisponde a un atteggiamento cristiano», ha affermato Marx. Marx ha anche ammesso di aver benedetto coppie dello stesso sesso.
Nel 2014 Marx ha risposto in un'intervista alle questioni all'esame del Sinodo dei Vescovi riguardanti il trattamento riservato dalla Chiesa alle persone omosessuali:
Ha poi aggiunto:
Al Sinodo del 2015 a Roma, Marx ha esortato gli altri vescovi: 
Marx sostiene il riconoscimento legale delle unioni omosessuali, sostenendo che nelle relazioni omosessuali si possono trovare e sostenere elementi positivi, ma è contrario al loro matrimonio. Nel 2015, in Germania, ha dichiarato:
Nel giugno 2016, durante una visita in Irlanda, Marx ha sostenuto che la Chiesa e la società hanno danneggiato le persone omosessuali in passato e dovrebbero scusarsi pubblicamente.

Nel luglio 2017, in un'intervista all'Augsburger Allgemeine in Germania, Marx ha commentato la recente legalizzazione del matrimonio omosessuale nel suo Paese di origine e ha affermato che ciò non rappresentava una preoccupazione per la Chiesa. Ha affermato che l'insegnamento della Chiesa non può essere modellato sulle leggi di uno Stato laico e ha aggiunto: 
Ha anche lamentato che la Chiesa cattolica tedesca non abbia fatto di più in passato per combattere le leggi che criminalizzavano l'omosessualità in Germania.
Nel febbraio 2018 la stampa ha dato notevole risalto alla notizia che Marx, in un'intervista con alcuni giornalisti tedeschi, avrebbe affermato che la benedizione delle unioni omosessuali è possibile nelle chiese cattoliche in Germania, sebbene in seguito abbia chiarito di essere stato frainteso, affermando che avrebbe potuto esserci semplicemente un "incoraggiamento spirituale". Nel dicembre 2019 Marx avrebbe affermato nuovamente che le coppie omosessuali possono essere benedette.
Nel febbraio 2022, a seguito di un documentario televisivo prodotto da un gruppo chiamato "OutinChurch", in cui 120 sacerdoti, impiegati ecclesiastici e laici tedeschi si sono identificati come LGBT, il cardinale Marx ha dichiarato:
Queste osservazioni erano in contrasto con le norme vigenti dalla Santa Sede dal 2005, che vietano alle persone attratte dallo stesso sesso di essere ordinate al sacerdozio.
Il 13 marzo 2022, il cardinale Marx ha celebrato una messa per commemorare i "20 anni di culto e pastorale queer" nella chiesa parrocchiale di San Paolo a Monaco. Durante l'evento, il santuario è stato decorato con una bandiera arcobaleno. In quell'occasione, ha dichiarato di essere scioccato dalla continua discriminazione nei confronti della comunità omosessuale da parte dei cristiani. Ha anche affermato: 
Ha invocato una "dinamica di apertura", riferendosi al cammino sinodale della Chiesa cattolica in Germania, e ha affermato che questo è ciò che intendeva papa Francesco quando parlava della necessità di "scoprire ciò che lo Spirito ha da dirci oggi".
Più tardi, nel marzo 2022, Marx ha espresso la sua disponibilità a modificare l'insegnamento del Catechismo riguardo all'omosessualità, affermando:
Ha aggiunto che le persone LGBTQ sono amate da Dio come parte del Suo creato e che non dovrebbero essere discriminate. Marx ha anche ammesso di aver benedetto due coppie dello stesso sesso diversi anni prima a Los Angeles. Ha espresso apertura alla benedizione delle coppie dello stesso sesso, ma ha ribadito che la Chiesa non può offrire loro il sacramento del matrimonio.
Nell'agosto del 2022 è stato riferito che Marx avrebbe assegnato il Premio dei media cattolici al documentario LGBT Wie Gott uns schuf – Coming-out in der Katholischen Kirche (Come Dio ci ha creati – Coming out nella Chiesa cattolica). Marx avrebbe consegnato questo premio nell'ambito del suo ruolo di presidente della commissione giornalistica della Conferenza episcopale tedesca.
Nel dicembre del 2023, quando il Vaticano ha annunciato la possibilità di benedire le unioni omosessuali, Marx ha espresso sorpresa per la rapidità della decisione. Ha affermato che la dottrina sessuale cattolica deve ancora evolversi.

### Aborto, suicidio e eutanasia
Marx è un attivo oppositore dell'aborto in Germania e si è anche espresso contro il suicidio assistito e la ricerca sulle cellule staminali embrionali. In occasione della marcia pro-vita del 2015 in Germania, ha dichiarato pubblicamente:
Nel 2019 i leader cattolici e protestanti tedeschi, tra cui Marx, hanno avviato una campagna contro il suicidio. Una messa è stata celebrata nella città di Hannover per dare il via alla campagna. In quell'occasione, il cardinale Marx ha tenuto l'omelia e ha detto:

### Ruolo della Chiesa nel mondo contemporaneo
Durante una visita in Irlanda nel giugno 2016, Marx ha affermato che il cristianesimo è la "religione del futuro". Ha citato il discorso pronunciato da Ratzinger (poi divenuto papa Benedetto XVI) a Parigi nel 2000, in cui questi affermava che il cristianesimo non era una fede che si occupava di "cose magiche", ma del mondo reale. Marx ha affermato che il cristianesimo ha un ruolo nel rendere il mondo un posto migliore. Ha detto che in passato ci sono state occasioni in cui la Chiesa si è schierata dalla "parte sbagliata" su varie questioni, ma che in futuro avrebbe dovuto fare affidamento sulla propria dottrina sociale e sull'antropologia cristiana come fonte da cui attingere per creare una società nuova e migliore, che abbracci anche gli emarginati. Ha anche espresso preoccupazione per la tendenza di alcuni a voler tornare a un sogno di società in cui i dibattiti futuri sarebbero stati sull'identità e la sicurezza piuttosto che sulla libertà.
In occasione della morte dell'ex cancelliere tedesco Helmut Kohl nel giugno 2017, Marx ha elogiato Kohl (che era un cattolico praticante) come esempio di testimonianza cristiana nel mondo moderno. Marx ha lodato il lavoro di Kohl per la riunificazione tedesca, il suo impegno per la democrazia e i diritti umani, il suo lavoro per l'integrazione europea e il suo impegno per creare in Germania un'economia sociale di mercato basata sull'insegnamento della Chiesa. Marx ha detto di Kohl:
Nell'ottobre 2017, Marx insieme ad altri vescovi e politici europei ha partecipato a una conferenza a Roma dal titolo Pensare l'Europa: un contributo cristiano al futuro del progetto europeo, che aveva lo scopo di discutere il ruolo della religione nel futuro dell'Europa. In quell'occasione, Marx ha asserito che vent'anni prima molti pensavano che la religione sarebbe scomparsa dalla società, cosa non accaduta. Ha affermato che il grande timore per la religione non era che scomparisse, ma piuttosto che "venisse strumentalizzata per altri motivi, per motivi politici. Questo sarà forse il grande timore del XXI secolo".
Nel 2018, dopo che papa Francesco aveva condiviso il rifiuto dello "Stato marxista" da parte di papa Benedetto XVI, Marx ha dichiarato in un'intervista che senza Karl Marx "non esisterebbe alcuna dottrina sociale cattolica" e che Marx, il sociologo del XIX secolo, non è responsabile dei crimini di coloro che si erano ispirati a lui.
Il 1° settembre 2018, anniversario dell'invasione tedesca della Polonia, Marx ha visitato la città di Danzica e ha reso omaggio al movimento polacco Solidarność, sostenuto dalla Chiesa, che aveva combattuto contro il comunismo negli anni '80. In un'intervista rilasciata per tale evento, ha parlato del futuro dell'Europa e ha affermato che la Chiesa era favorevole all'unificazione europea e contraria al nazionalismo. Disse:
Durante il Sinodo sui giovani tenutosi a Roma nell'ottobre 2018, Marx ha affermato che papa Francesco aveva deciso di utilizzare i sinodi come strumento per far progredire la Chiesa e che era importante che la Chiesa accompagnasse i giovani adulti al fine di evitare la desertificazione del cattolicesimo. Ha ribadito la sua richiesta di una partecipazione reale delle donne al processo decisionale della Chiesa e la sua opinione che la Chiesa doveva sfruttare il loro potenziale.
Nel luglio 2023, Marx ha espresso preoccupazione per una notizia riguardante l'abbandono in massa della Chiesa cattolica in Germania. Ha affermato che tutti i membri della Chiesa devono chiedersi "Perché sono cristiano e cosa significa?", e che la Chiesa aveva il compito di rispondere a tale interrogativo.
Nel marzo 2024 Marx ha celebrato la messa funebre per il politico bavarese Alois Glück. In quell'occasione, ha affermato che la società cristiana cerca giustizia e solidarietà, incoraggiando i giovani a perseguire il bene comune.
Dopo l'attentato al mercatino di Natale di Magdeburgo nel 2024, Marx ha parlato della necessità di avere speranza nonostante la violenza e i disordini che affliggono il mondo, aggiungendo che senza speranza si regala la vittoria ai creatori di conflitti.

### Migrazioni
Marx ha sempre criticato le politiche europee nei confronti dei richiedenti asilo, affermando che allontanano le persone che hanno bisogno di aiuto. In occasione del naufragio di un barcone di migranti al largo di Lampedusa nel 2013, ha dichiarato:
Il 5 settembre 2015, Marx, insieme al vescovo luterano Heinrich Bedford-Strohm, a membri del clero e a una folla di tedeschi, ha accolto con entusiasmo i rifugiati siriani in arrivo in Germania alla stazione ferroviaria di Monaco.
Si è anche espresso contro la xenofobia e la violenza nei confronti dei migranti in Germania. Ha affermato che ai cattolici non è permesso essere xenofobi.
Nel settembre 2015 ha presieduto una riunione della COMECE, alla quale ha partecipato anche la Conferenza delle Chiese europee, convocata per discutere della crisi dei migranti siriani in Europa. Marx ha affermato chiaramente:
A seguito degli attacchi di Capodanno 2015-2016 contro le donne in Germania e della scoperta che la maggior parte delle violenze erano state commesse da persone provenienti dal Medio Oriente o dal Nord Africa entrate in Germania come rifugiati, Marx ha condannato la violenza:
Il 6 febbraio 2016 ha osservato che la Germania non può accogliere tutti i rifugiati del mondo e che è necessario ridurre il numero di quelli che arrivano. Fino a quel momento, nell'ultimo anno erano già entrati in Germania 1,1 milioni di migranti e un numero ancora sconosciuto doveva arrivare. Ha affermato che per aiutare i rifugiati non servono solo "carità, ma anche ragione". Allo stesso tempo, Marx ha anche criticato il sentimento anti-stranieri che si stava diffondendo nella società tedesca.
Nel settembre 2016, un assistente del capo del partito dell'Unione Cristiano-Sociale (CSU) in Germania ha espresso commenti negativi sui rifugiati, affermando che era difficile espellerli. Marx ha criticato queste affermazioni e ha dichiarato che i politici dovrebbero trovare il modo di integrarli, piuttosto che quello di sbarazzarsene.
Al ricevimento di San Michele 2016 a Berlino, Marx si è rivolto a una folla di 800 persone, tra cui la cancelliera Merkel, e ha elogiato la politica tedesca di accoglienza dei rifugiati. Ha anche messo in guardia contro il nazionalismo e ha affermato:
Nel febbraio 2017 Marx ha elogiato la cancelliera Angela Merkel per la sua politica nei confronti dei rifugiati: 
Marx ha anche criticato i movimenti populisti, affermando:
All'indomani delle elezioni parlamentari tedesche del settembre 2017, che hanno visto l'ingresso per la prima volta nel parlamento tedesco del partito di estrema destra AfD, Marx si è espresso a favore della riaffermazione dell'impegno della Germania ad aiutare i migranti e i rifugiati, dichiarando:
Nel luglio 2018, il partito bavarese Unione Cristiano-Sociale (CSU) ha quasi spinto il governo di Angela Merkel sull'orlo del collasso dopo averle chiesto di fare di più per limitare il numero di migranti che entrano in Germania. In risposta, Marx ha criticato la CSU per aver agito contro i valori cristiani:
Nel luglio 2020, una badessa benedettina di nome Mechthild Thürmer, in Baviera, ha dato rifugio nella sua abbazia a un migrante che il governo voleva espellere. La badessa ha concesso asilo ecclesiastico al migrante e un tribunale di Bamberga l'ha minacciata di incarcerazione. Marx e altri vescovi bavaresi hanno espresso forte sostegno alla badessa. Marx ha commentato:
Nel novembre 2023, il cardinale Marx ha criticato il partito anti-immigrazione Alternativa per la Germania e ha affermato che le sue posizioni erano incompatibili con la fede cattolica. Ha anche messo in dubbio che ai sostenitori dell'AfD dovesse essere consentito di ricoprire cariche nella Chiesa.

### Ambiente
Marx ha affermato che il cambiamento climatico e la crisi dei rifugiati sono i due problemi più gravi che l'Europa deve affrontare. Ha ribadito le parole di papa Francesco, affermando l'esistenza di un "debito ecologico" dei Paesi più ricchi e sviluppati nei confronti di quelli più poveri e meno sviluppati. Ha affermato che la Chiesa può imparare dal mondo nel "riconoscere i segni dei tempi".

### Relazioni estere
Marx ha ricoperto il ruolo di rappresentante della Chiesa tedesca in altre parti del mondo.
Nel 2015 ha visitato gli Stati Uniti, compreso il confine col Messico. Nel 2016 ha parlato di questa esperienza dicendo:
Nel gennaio 2016 ha visitato il Vietnam e ha incontrato il capo del Fronte Patriottico Vietnamita. Il presidente del Fronte ha affermato che le relazioni tra il Vietnam e la Santa Sede erano notevolmente migliorate e che la Chiesa vietnamita era impegnata in molte opere a beneficio della società. Marx ha espresso la speranza che il Fronte contribuisse allo sviluppo del cattolicesimo e facilitasse le attività umanitarie con la comunità cattolica.
Durante la stessa visita, a Marx è stato negato il permesso di recarsi nella Diocesi di Vinh, senza alcuna motivazione ufficiale. Ciò potrebbe essere collegato ai casi di persecuzione religiosa verificatisi a Vinh contro il clero e i laici della diocesi. Marx si è pronunciato in merito:

### Riconciliazione
Il 22 novembre 2015, in occasione del 50° anniversario dello scambio di lettere tra i vescovi tedeschi e polacchi del 1965, i vescovi dei due Stati si sono incontrati nel monastero di Jasna Góra in Polonia. Marx ha tenuto l'omelia durante la Messa celebrata dall'arcivescovo polacco Stanisław Gądecki. I rappresentanti dei vescovi di ciascun Paese hanno firmato una dichiarazione sulla loro missione comune di costruire un'Europa basata sul cristianesimo e sulla necessità di continuare gli sforzi per superare il passato di avversari in guerra.
Hanno inoltre espresso il loro dolore per la situazione in Ucraina, la cui integrità territoriale è stata violata dai separatisti sostenuti dalla Russia. Hanno anche elogiato l'opera dei vescovi polacchi di 50 anni fa, che per primi hanno teso la mano a quelli tedeschi, nonostante la loro nazione fosse stata vittima della guerra. Hanno inoltre invitato i cristiani ad accogliere i rifugiati provenienti da altre parti del mondo e a proteggere tutta la vita umana dal concepimento fino alla morte naturale.
Nel settembre 2016, in previsione del 500° anniversario della Riforma, Marx e il vescovo luterano Heinrich Bedford-Strohm hanno chiesto la guarigione delle ferite del passato tra cattolici e protestanti. La loro dichiarazione recitava:
Hanno programmato di celebrare l'anniversario con un incontro ecumenico a Hildesheim l'11 marzo 2017, dove avrebbero confessato:
Marx ha detto di Lutero:
Nel febbraio 2017, Marx ha partecipato a un incontro ecumenico tra cattolici e luterani a Stoccarda per pubblicare le versioni riviste delle traduzioni tedesche delle Bibbie cattolica e luterana. In quell'occasione, ha dichiarato:
Nell'agosto 2020, Marx e il vescovo luterano Heinrich Bedford-Strohm hanno ricevuto il Premio per la pace di Augusta, a motivo della loro «volontà incondizionata di vivere insieme in pace». Marx è stato elogiato per il suo impegno a favore del dialogo ecumenico e della cooperazione tra le due chiese, divise da 500 anni. Marx ha commentato:
Nel settembre 2019, i rappresentanti delle Chiese cattolica e protestante in Germania hanno proposto la «reciproca ospitalità eucaristica». Nel settembre 2020, la Congregazione per la Dottrina della Fede ha criticato tale proposta per i suoi errori dottrinali. Marx ha sostenuto la proposta, affermando che i piani erano "già in fase avanzata" e che "la palla era nel campo del Vaticano":
Nel luglio 2023, Marx ha incontrato una delegazione del villaggio italiano di Filetto di Camarda e ha chiesto loro scusa a nome della diocesi per le atrocità commesse durante la guerra da Matthias Defregger, ex vescovo ausiliare di Monaco:
Nell'agosto 2024 è stato riferito che Marx aveva scritto una lettera a Romani Rose, presidente del Consiglio centrale dei Sinti e dei Rom in Germania, nella quale riconosceva il fallimento morale della Chiesa nell'aiutare i Sinti e i Rom durante il periodo nazista.

### Riforma della Chiesa
Marx ha insegnato che la dottrina cattolica rimane la stessa, ma la comprensione che ne ha la Chiesa cambia nel tempo. Ha affermato che teologia e dottrina non sono la stessa cosa, e che la teologia può cambiare, mentre la dottrina no. Ha detto:
Durante il Sinodo sulla famiglia del 2015, ha contrapposto l'enciclica Casti Connubii di Pio XI e l'esortazione apostolica Familiaris consortio di Giovanni Paolo II come prova della tradizione vivente della Chiesa.
In relazione al documento Liturgiam Authenticam della Congregazione per il Culto Divino del 2001, che chiedeva la traduzione letterale del latino in lingua volgare, Marx ha commentato che era troppo "di vedute ristrette" e un "vicolo cieco".
Nel giugno 2017, Marx ha invitato la Chiesa mondiale ad ammettere più donne alle posizioni di leadership:
Nel 2018, Marx e la maggioranza degli altri vescovi tedeschi hanno sostenuto una proposta per consentire ai coniugi protestanti dei cattolici tedeschi di ricevere l'Eucaristia durante la messa. Tuttavia, una minoranza di vescovi tedeschi si è opposta a questa proposta e ha chiesto al Vaticano di chiarire la questione. L'arcivescovo Luis Ladaria, in rappresentanza di papa Francesco, ha rilasciato una dichiarazione nel giugno 2018 che respingeva temporaneamente la proposta tedesca per diversi motivi, tra cui il fatto che si trattava di una questione che doveva essere esaminata dalla Chiesa nel suo complesso.
Nel settembre 2019, Marx ha dato il suo sostegno all'idea di avere sacerdoti sposati in determinate regioni e a determinate condizioni.
Nel luglio 2020, la Congregazione per il Clero del Vaticano ha pubblicato un documento sulla riforma delle parrocchie intitolato La conversione pastorale della comunità parrocchiale al servizio della missione evangelizzatrice della Chiesa. Molti vescovi tedeschi hanno criticato questo documento, tra cui Marx. Questi ha criticato il modo in cui il documento è stato pubblicato dal Vaticano senza alcuna consultazione a livello locale. Il 24 luglio, nella cattedrale di Monaco, ha dichiarato: 
Tuttavia, Marx ha accolto con favore l'impegno di papa Francesco per una Chiesa più sinodale.
Dal 30 settembre al 2 ottobre 2021, Marx e altri vescovi tedeschi hanno partecipato a un'assemblea plenaria a Francoforte per discutere il "Cammino sinodale tedesco". Marx si è espresso a favore del testo approvato che discuteva il potere, i controlli e contrappesi, affermando:
A seguito della pubblicazione del rapporto sugli abusi sessuali nell'arcidiocesi di Monaco all'inizio del 2022, il cardinale Marx si è espresso a favore dell'abolizione delle norme sul celibato per i sacerdoti. Parlando al quotidiano Süddeutsche Zeitung, Marx ha affermato che le cose non possono continuare così:
In occasione del 102° Katholikentag tedesco nel 2022, il cardinale Marx ha criticato il «silenzio» della Chiesa in relazione allo scandalo degli abusi clericali. Ha anche criticato il diniego del Vaticano alle benedizioni alle coppie gay, sostenendo che era debole dal punto di vista teologico e «decisamente fuori luogo».
Durante l'incontro per il Cammino sinodale tenutosi a Francoforte nel settembre 2022, una proposta di documento che chiedeva modifiche all'insegnamento della Chiesa su vari argomenti, tra cui il sesso, il gender e la masturbazione, non è stata approvata a causa della mancanza dei voti necessari. Papa Francesco aveva già messo in guardia la Chiesa tedesca dall'adottare insegnamenti che non erano stati recepiti dalla Chiesa universale. Il cardinale Marx aveva sostenuto il documento e dopo la votazione aveva detto:
Nella stessa riunione, il cardinale Marx ha affermato che il Papa voleva una «Chiesa sinodale» e che la Chiesa in Germania stava seguendo questa strada.
In un'intervista rilasciata a La Croix nel settembre 2022, Marx ha affermato che non avevano alcuna intenzione di «riscrivere il dogma» e che le proposte del Cammino sinodale di consentire la benedizione delle coppie omosessuali e dei divorziati risposati erano un «cambiamento di paradigma e di prospettiva». Ha detto che secondo lui alcuni a Roma e in altri luoghi guardavano con apprensione al cammino sinodale tedesco e che era quindi importante presentare testi teologici ben argomentati.
Nel novembre 2022, i vescovi tedeschi hanno effettuato la loro visita ad limina a Roma. Durante la visita il Cammino sinodale è stato criticato da alcuni cardinali della Curiae il cardinale Marx ha risposto che considerava questa critica un'opinione piuttosto che una decisione papale.
Nel dicembre 2022, ha rilasciato un'intervista in cui ha commentato il punto di vista del Papa sul Cammino sinodale:
Nel febbraio 2023, prima dell'apertura della riunione plenaria primaverile dei vescovi tedeschi, si è espresso a favore del processo sinodale e ha affermato che era solo l'inizio dell'inizio, paragonandolo ai cambiamenti apportati dal Concilio Vaticano II, aggiungendo:
Un museo cattolico di Frisinga ha allestito una mostra intitolata Damned Lust – Church. Body. Art (Lussuria dannata – Chiesa. Corpo. Arte) sul rapporto della Chiesa cattolica con la sessualità umana. Secondo quanto riferito, la mostra è stata ideata dallo stesso Marx e aveva lo scopo di mostrare il rapporto conflittuale tra molti cattolici e la sessualità.
Nel novembre 2024, al termine del Sinodo sulla sinodalità svoltosi a Roma, Marx ha affermato che il documento finale ha lasciato alcune questioni aperte. Commentando il fatto che il documento non affrontasse alcune delle questioni controverse sollevate durante il sinodo (ad esempio l'ordinazione delle donne, le questioni LGBTQ), Marx ha affermato:

### Ecumenismo
Durante la sua presidenza della Conferenza episcopale tedesca, Marx ha sostenuto la guida pubblicata dall'organizzazione per consentire, nel caso di matrimoni misti, ai coniugi luterani di un fedele cattolico la possibilità di ricevere la Santa Comunione nelle chiese cattoliche.
Nel gennaio 2025, durante un incontro ecumenico per la settimana di preghiera per l'unità dei cristiani, Marx si è espresso contro l'uso della religione per dipingere i politici populisti come "salvatori":

### Persecuzioni dei cristiani
Nell'aprile 2017, durante la celebrazione del Venerdì Santo a Monaco, Marx ha lamentato la persecuzione dei cristiani nel mondo, specialmente nei Paesi che sono stati plasmati dall'Islam

### Violenza e religione
Nel giugno 2017, durante un'intervista, Marx ha affermato che i leader religiosi devono stare in guardia dal fornire un quadro di devozione a partire dal quale gli estremisti religiosi possano compiere atti di violenza. Ha indicato che sia i cattolici che i musulmani dovevano riflettere su questo punto.
Nel settembre 2022, ha criticato la Chiesa ortodossa russa per aver sostenuto l'invasione dell'Ucraina.

### Democrazia e diritti umani
Nell'agosto 2020 Marx ha preso posizione a favore dei manifestanti pro-democrazia in Bielorussia. Il 15 agosto ha predicato nella cattedrale di Monaco:
Nel settembre 2020, si è espresso contro un tentativo del parlamento danese di vietare la circoncisione non medica:
A seguito dell'invasione russa dell'Ucraina, il 27 febbraio 2022 ha partecipato a una liturgia cattolica in lingua ucraina a Monaco di Baviera. Ha lanciato un appello diretto al patriarca Kirill della Chiesa ortodossa russa perché usasse la sua influenza per porre fine alla guerra:
In tale occasione ha anche assicurato ai cattolici ucraini che possono contare sull'aiuto e sulla solidarietà dei cattolici tedeschi. Al termine della liturgia, insieme al vescovo Bohdan Dzyurakh della Chiesa cattolica ucraina in Germania, ha recitato in tedesco e ucraino la preghiera per la pace che Giovanni Paolo II aveva recitato poco prima dell'inizio della guerra in Iraq del 1991.
In un'intervista dell'ottobre 2022, Marx ha criticato il patriarca Kirill per aver descritto la guerra in Ucraina come una "guerra santa", un'idea che Marx considerava come qualcosa di appartenente al passato. Sebbene fosse favorevole alla fornitura di armi all'Ucraina intendendola "come male minore", nella stessa intervista ha contestato chi criticava i pacifisti contrari a tale scelta:
In un messaggio della vigilia di Natale del 2022, il cardinale Marx e Annette Kurschus, capo della Chiesa evangelica in Germania, hanno condannato la guerra e la violenza, giustificando il diritto dell'Ucraina a difendersi dall'aggressione russa:
Nel giugno 2023, Marx ha assegnato il Premio Fritz Gerlich al film danese Unruly, che racconta la storia di una donna che nel 1933 viene rinchiusa in un istituto per aver disobbedito alle norme sociali.
Dopo la rielezione di Donald Trump negli Stati Uniti nel novembre 2024 e i timori per la situazione politica della Germania, Marx ha cercato di calmare gli animi:

## Opposizione
Durante il Sinodo sulla famiglia del 2015, Marx ha dovuto affrontare l'opposizione di altri vescovi per aver sostenuto la proposta di Kasper di allentare le regole che vietavano di ricevere la Santa Comunione alle persone divorziate e che avevano tentato di risposarsi. Le divisioni erano particolarmente accese tra il gruppo di vescovi tedeschi (in particolare Marx) e i conservatori come George Pell di Sydney. Marx ha accusato Pell di cercare di fomentare la divisione facendo sembrare che ci fossero due fazioni all'interno della Chiesa, una attorno a papa Benedetto XVI e l'altra attorno a Kasper. Un portavoce di Pell ha accolto con favore il suggerimento di Marx secondo cui non c'erano differenze tra i due gruppi.
Marx è stato indirettamente criticato dal papa emerito Benedetto XVI in un libro di interviste pubblicato nel 2016. L'occasione era legata al fatto che, poco prima delle dimissioni di Benedetto XVI nel 2013, Marx lo aveva criticato dicendo che aveva trasformato la Curia romana nella sua corte personale. In risposta a ciò, Benedetto XVI ha detto: 
Anche il segretario personale del Papa emerito, Georg Gänswein, ha affermato:
Quando papa Benedetto morì il 31 dicembre 2022, il cardinale Marx lo lodò con le seguenti parole:.
Quindi, il 3 gennaio celebrò una Messa da requiem per Benedetto XVI nella Cattedrale di Monaco, durante la quale ha elogiato Benedetto, ma ha anche dato il benvenuto «ai suoi critici e a coloro che guardano con ambivalenza alla sua vita, una vita con i fallimenti che ogni vita ha».
Nell'agosto 2020, la Conferenza Episcopale Tedesca ha pubblicato sulla sua pagina Facebook una foto di Marx in posa davanti a una monumentale statua di Karl Marx. Una rivista cattolica polacca, Polonia Christiana, ha affermato che la foto mostrava «dove è arrivato il cattolicesimo modernista contemporaneo». Ha descritto il cardinale come «ispirato dalla Rivoluzione Rossa non solo in campo economico», ma anche nel sostegno alla «liberazione» sessuale. Ha affermato che stava «cercando di reinterpretare la Scrittura e la Tradizione alla luce della (anti)cultura contemporanea e delle scoperte spesso discutibili della scienza».
Marx e altri vescovi tedeschi sono stati ampiamente criticati per il Cammino sinodale di riforma della Chiesa. I tentativi di Marx e dei vescovi tedeschi di istituire sinodi che prendano decisioni sulle questioni ecclesiastiche all'interno della Germania sono stati visti da tali critici come un percorso verso lo "scisma" e l'"eresia". Altri, tuttavia, hanno dato il loro sostegno a questo percorso, tra cui l'arcivescovo di Brisbane Mark Coleridge, che ha respinto le critiche e nel maggio 2021 ha dichiarato:
Il cardinale Gerhard Müller ha criticato Marx nel giugno 2021 in un articolo pubblicato sul Bonn General-Anzeiger. Müller, che è stato a sua volta duramente criticato per la sua gestione delle accuse di abuso, ha affermato che la crisi a Colonia non riguardava gli abusi, ma era un tentativo di Marx di screditare il cardinale Woelki, che si opponeva al Cammino sinodale tedesco sostenuto da Marx. Müller ha affermato che il Cammino sinodale avviato da Marx era un «tentativo di reagire alla crisi degli abusi con un programma eretico e scismatico». Il cardinale Müller ha criticato nuovamente Marx nel settembre 2022, quando ha parlato dei testi sostenuti da Marx e dal vescovo Batzing che chiedevano al Papa di cambiare gli insegnamenti della Chiesa sulla morale sessuale e l'ordinazione delle donne:
Nel novembre 2022, in un'altra intervista, Müller ha criticato il cardinale Marx per aver messo via la croce pettorale durante la sua visita alla città di Gerusalemme in segno di rispetto per le altre fedi.
Nel febbraio 2022, il cardinale ceco Dominik Duka ha accusato il cardinale Marx di "diffamare e infangare" la reputazione dell'ex papa Benedetto XVI. Ciò era dovuto al fatto che il rapporto sugli abusi sessuali nell'Arcidiocesi di Monaco, commissionato dal cardinale Marx, criticava papa Benedetto (all'epoca non ancora eletto) per la sua gestione di quattro casi di abusi sessuali quando era arcivescovo di Monaco negli anni '70 e '80. Marx ha espresso dolore per i risultati del rapporto e ha affermato che la Chiesa ha bisogno di cambiare, ma non ha rilasciato alcuna dichiarazione pubblica sui risultati relativi a papa Benedetto. Il cardinale Duka, tuttavia, ha ritenuto Marx responsabile di aver danneggiato la reputazione di papa Benedetto, a motivo del rapporto.
Dopo la pubblicazione dell'intervista del cardinale Marx del 31 marzo 2022, in cui sembrava chiedere un cambiamento dell'insegnamento della Chiesa sull'omosessualità, il vescovo Joseph Strickland della Diocesi di Tyler in Texas lo ha accusato di apostasia su Twitter e gli ha chiesto di dimettersi.
Il cardinale americano Raymond Leo Burke, in un'intervista del maggio 2022, ha affermato che i vescovi tedeschi che sostenevano cambiamenti nell'insegnamento della Chiesa sull'omosessualità o sull'ordinazione delle donne stavano sostenendo l'eresia. Nella stessa intervista ha affermato che essi avrebbero dovuto rinunciare alla loro posizione o essere rimossi dai loro uffici.

## Abusi sessuali
I media tedeschi hanno riferito che un sacerdote non identificato della Diocesi di Treviri avrebbe abusato sessualmente di minori e che questi non sarebbe stato allontanato dal cardinale Marx quando era vescovo, nonostante fosse stato informato del caso. Il portavoce del cardinale ha affermato che Marx aveva agito in conformità con le linee guida vigenti all'epoca. I media hanno inoltre affermato che il sacerdote ha continuato a prestare servizio a Treviri fino al 2015 e che gli abusi sarebbero continuati fino a quel momento. Le norme che disciplinano questi casi sono state riformate nel 2010 e nel 2013; il portavoce ha affermato che, se le nuove norme fossero state in vigore all'epoca, la Chiesa avrebbe agito in modo diverso.
Alla fine del settembre 2018 Marx ha aperto una riunione dei vescovi a Fulda per discutere uno studio sugli abusi sessuali diffusi all'interno della Chiesa tedesca. Lo studio era stato commissionato dalla Conferenza episcopale tedesca e consegnato alla stampa nel settembre 2018, e mostrava che dal 1946 al 2014 nella Chiesa tedesca si erano verificati abusi sessuali diffusi, con quasi 4.000 vittime. In quell'occasione, Marx ha dichiarato:
Nel febbraio 2019 Marx è intervenuto a una conferenza sul tema della pedofilia nella Chiesa cattolica convocata da papa Francesco e ha asserito che le procedure per perseguire i colpevoli «erano state deliberatamente ignorate» e che i fascicoli erano stati distrutti o non erano stati creati, consentendo il protrarsi degli abusi:
Ha chiesto maggiore trasparenza, affermando che non è la trasparenza a danneggiare la Chiesa, ma la sua mancanza e l'insabbiamento della verità.
Nel dicembre 2020 Marx ha definito "devastante" per l'intera Chiesa la decisione dell'Arcidiocesi di Colonia di non pubblicare un'indagine sugli abusi sessuali commessi dal clero. In un'intervista a un quotidiano, Marx ha detto:
Il cardinale ha promesso che l'Arcidiocesi di Monaco avrebbe pubblicato il proprio rapporto sugli abusi sessuali una volta terminato nel 2021, che avrebbe nominato i responsabili e che non avrebbe risparmiato i suoi predecessori (Joseph Ratzinger e Friedrich Wetter).
Sempre nel dicembre 2020, Marx ha annunciato che avrebbe istituito una fondazione di beneficenza nella sua diocesi per aiutare le persone vittime di abusi sessuali e che avrebbe donato alla fondazione la maggior parte del suo patrimonio privato, pari a 500.000 euro.
Nel febbraio 2021, in un rapporto pubblicato dal Deutschlandfunk, Marx è stato accusato di aver gestito in modo scorretto un caso nella Diocesi di Treviri: avrebbe indagato su un sacerdote che aveva messo incinta una dipendente della parrocchia intorno al 2000, ma non su un secondo sacerdote che, nel confessionale, le aveva consigliato di abortire. Marx ha confessato questo errore alla Congregazione per il Clero nel 2007.
Sempre nello stesso mese, Christian Pfeiffer, un criminologo tedesco assunto dalla Conferenza episcopale tedesca nel 2011 per indagare sugli abusi sessuali, ha accusato Marx di aver negato al suo team l'accesso ad alcuni documenti-chiave. Aveva espresso critiche simili un anno prima. Egli sosteneva che Marx stesse cercando di proteggere papa Benedetto, se stesso e altri leader della Chiesa tedesca. Marx respinse le accuse come infondate.
Nel mese di aprile 2021, le vittime di abusi sessuali hanno esortato il presidente tedesco Frank-Walter Steinmeier a non procedere con il progetto di conferire a Marx la Croce di Cavaliere Comandante dell'Ordine al Merito della Repubblica Federale di Germania a causa della sua (presunta) malagestione dei casi di abusi sessuali. Peter Bringmann-Henselder, che rappresentava le vittime di abusi sessuali ed era stato lui stesso insignito dello stesso premio, ha dichiarato che avrebbe restituito il premio se fosse stato assegnato a Marx. Quest'ultimo ha risposto rifiutando il premio e dichiarando: 
Ha aggiunto che non avrebbe ignorato le critiche.
Sebbene Marx non sia stato direttamente implicato in alcun illecito relativo agli abusi sessuali nella Chiesa, ha affermato che tutti i membri della gerarchia ecclesiastica hanno una certa responsabilità al riguardo e che ciò ha portato a una perdita di credibilità dei vertici. Marx ha affermato che la Chiesa si è messa in un "vicolo cieco". Ha auspicato che le sue dimissioni fossero "un segnale personale per un nuovo inizio, per un nuovo risveglio della Chiesa, non solo in Germania".
Nel maggio 2021 Marx ha inviato una lettera a papa Francesco presentando le sue dimissioni dalla carica di arcivescovo. Ha scritto:
istituzione che ho contribuito a plasmare nel corso dei decenni.»
L'Arcidiocesi di Monaco ha dichiarato che papa Francesco ha permesso a Marx di rendere pubblica la sua lettera di dimissioni e gli ha chiesto di rimanere in carica fino a quando non avesse ricevuto una risposta.[149] Uno studio legale incaricato dall'arcidiocesi di indagare sulle accuse di abusi sessuali avrebbe pubblicato il suo rapporto poco dopo la pubblicazione della lettera. Il 10 giugno 2021, in una lunga lettera indirizzata a Marx, papa Francesco lo ha informato che avrebbe dovuto continuare a ricoprire la carica di arcivescovo di Monaco e Frisinga.
Nel luglio 2021, Marx ha visitato una parrocchia a Garching an der Alz, nella sua diocesi, dove un sacerdote accusato di abusi su minori era stato assegnato quando egli non era ancora arcivescovo. Un portavoce del movimento di riforma cattolica "Noi siamo Chiesa" ha commentato:
Nel luglio 2021 Marx ha suggerito che avrebbe potuto rassegnare le dimissioni per la seconda volta:
Un documento ecclesiastico citato dai media tedeschi nel gennaio 2022 ha criticato il cardinale Marx per non aver rimosso, alla fine degli anni Duemila, dal sacerdozio un cappellano citato come «Peter H». Lo stesso documento ha anche criticato l'ex papa Benedetto XVI per non aver agito nei confronti dello stesso sacerdote quando era arcivescovo di Monaco. Nel novembre 2021 è stato riferito che lo studio legale Westpfahl Spilker Wastl di Monaco stava indagando sul cardinale Marx e su diversi altri vescovi nell'ambito di un rapporto sugli abusi sessuali nell'Arcidiocesi di Monaco e Frisinga la cui pubblicazione è avvenuta il 20 gennaio 2022. Nel rapporto, il cardinale Marx è stato accusato di aver gestito in modo scorretto due casi di abusi sessuali nell'arcidiocesi. Dopo la pubblicazione, ha rilasciato una dichiarazione:
Martin Pusch, uno degli autori del rapporto, ha affermato che Marx avrebbe detto che la responsabilità principale nella gestione dei casi di abuso spettava all'ordinariato e al vicariato generale dell'arcidiocesi. Push ha messo in discussione la posizione di Marx dicendo:
Anche Marion Westpfahl, uno dei soci fondatori dello studio legale, ha lamentato l'assenza del cardinale Marx alla presentazione del rapporto.
All'indomani della relazione dello studio legale, Marx ha dichiarato che non avrebbe tentato di dimettersi nuovamente come aveva fatto l'anno precedente:
Tuttavia, ha anche affermato che se avesse ritenuto che la sua presenza fosse più di ostacolo che di  un aiuto, si sarebbe fatto da parte. Ha anche sottolineato che il rapporto era un disastro, ribadendo la necessità di una profonda riforma della Chiesa, compreso il "cammino sinodale" che avrebbe aperto il dibattito interno su questioni quali l'omosessualità, il celibato dei sacerdoti e il ruolo delle donne. Ha affermato:
Il 21 marzo 2022 cardinale Marx ha tenuto una riunione a Monaco con le vittime di abusi. In tale occasione ha affermato che le questioni relative agli abusi riguardavano problemi sistemici e profondi all'interno della Chiesa che dovevano essere affrontati.
Una relazione intermedia pubblicata nell'agosto 2022 da una commissione indipendente che indagava sugli abusi sessuali nella diocesi di Treviri è stata criticata per non aver menzionato un caso in cui Reinhard Marx, quando era vescovo di Treviri, era stato accusato di violazione dei doveri d'ufficio.
Nel gennaio 2023, in occasione del primo anniversario della pubblicazione del rapporto sugli abusi sessuali nell'Arcidiocesi di Monaco, Marx ha commentato:
Nel maggio 2023, un gruppo di tedeschi sopravvissuti ad abusi sessuali ha percorso in bicicletta la distanza tra la Germania e Roma per esercitare pressioni sul Papa in merito al tema; il gruppo ha viaggiato con il sostegno del cardinale Marx.
Nel luglio 2024, è stato riferito che, in occasione del ricevimento annuale dell'arcivescovado di Monaco, Marx ha sottolineato la necessità che la Chiesa faccia luce sui casi di abusi passati e li affronti per ricostruire la fiducia dei fedeli.

## Libri
Nell'ottobre 2008 Marx pubblicò Das Kapital: A Plea for the Human Being (Il capitale: un appello per l'umanità). Lo descrisse come "una discussione con il marxismo". Il libro si apriva con una lettera indirizzata a Karl Marx: 
Contrariamente alla previsione del suo omonimo sul crollo inevitabile del capitalismo, propose un ruolo importante per la Chiesa nella sopravvivenza di una forma sana di capitalismo:

## Genealogia episcopale e successione apostolica
La genealogia episcopale è:
- Cardinale Scipione Rebiba
- Cardinale Giulio Antonio Santori
- Cardinale Girolamo Bernerio, O.P.
- Arcivescovo Galeazzo Sanvitale
- Cardinale Ludovico Ludovisi
- Cardinale Luigi Caetani
- Cardinale Ulderico Carpegna
- Cardinale Paluzzo Paluzzi Altieri degli Albertoni
- Papa Benedetto XIII
- Papa Benedetto XIV
- Papa Clemente XIII
- Cardinale Marcantonio Colonna
- Cardinale Giacinto Sigismondo Gerdil, B.
- Cardinale Giulio Maria della Somaglia
- Cardinale Carlo Odescalchi, S.I.
- Vescovo Eugène de Mazenod, O.M.I.
- Cardinale Joseph Hippolyte Guibert, O.M.I.
- Cardinale François-Marie-Benjamin Richard
- Cardinale Pietro Gasparri
- Arcivescovo Cesare Orsenigo
- Cardinale Lorenz Jäger
- Cardinale Johannes Joachim Degenhardt
- Cardinale Reinhard Marx

La successione apostolica è:
- Vescovo Robert Brahm (2004)
- Vescovo Jörg Michael Peters (2004)
- Vescovo Stephan Ackermann (2006)
- Vescovo Wolfgang Bischof (2010)
- Vescovo Rudolf Voderholzer (2013)
- Vescovo Stefan Oster, S.D.B. (2014)
- Vescovo Rupert Graf zu Stolberg (2016)
- Vescovo Bertram Johannes Meier (2020)

## Opere
- Reinhard Marx, Il capitale. Una critica cristiana alle ragioni del mercato, Rizzoli, 2009, ISBN 88-17-03287-5.

## Galleria d'immagini

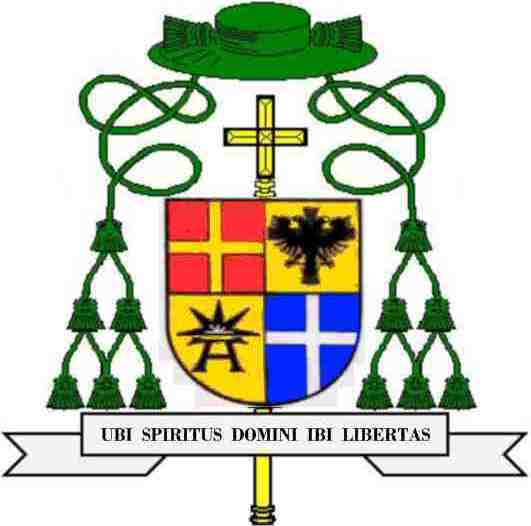
Stemma da vescovo ausiliare di Paderborn
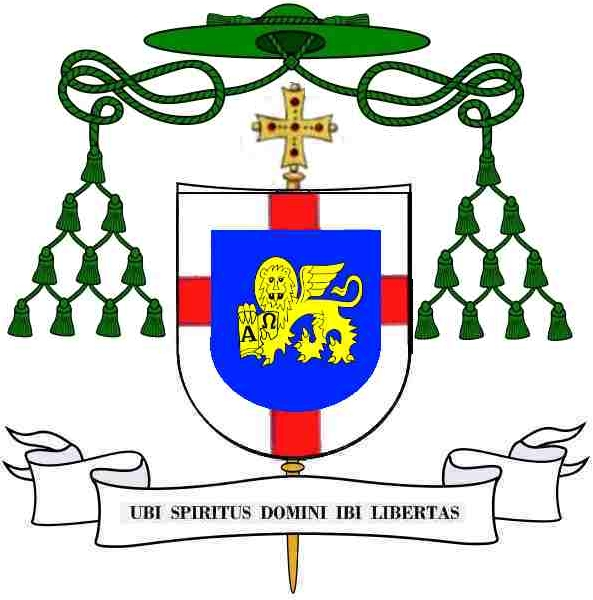
Stemma da vescovo di Treviri
Stemma da arcivescovo di Monaco e Frisinga